# Yenamalakuduru
Yenamalakuduru es una ciudad censal situada en el distrito de Krishna  en el estado de Andhra Pradesh (India). Su población es de 34177  habitantes (2011). Se encuentra a 34 km de Guntur y a 1 km de Vijayawada. 

## Demografía
Según el censo de 2011 la población de Yenamalakuduru era de 34177 habitantes, de los cuales 17146 eran hombres y 17031 eran mujeres. Yenamalakudurutiene una tasa media de alfabetización del 72,89%, superior a la media estatal del 67,02%: la alfabetización masculina es del 76,98%, y la alfabetización femenina del 68,79%.